# تجديد مستدام

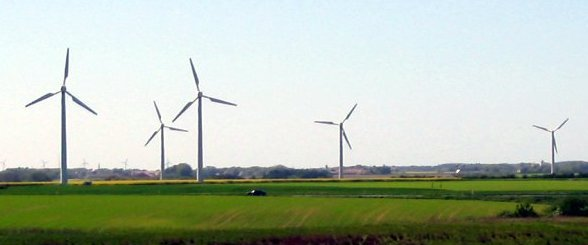
توربينات الرياح (فيندسيل، الدنمارك، 2004)

التجديد المستدام، يعني العمل على المباني القائمة لتحسين أدائها البيئي باستخدام طرق ومواد مستدامة. يُعرف التجديد أو التعديل التحديثي بأنه: «أي عمل على مبنى يتجاوز الصيانة لتغيير سعته أو وظيفته أو أدائه، وبعبارة أخرى، أي تدخل لتعديل المبنى أو إعادة استخدامه أو ترقيته ليناسب الظروف أو المتطلبات الجديدة». يمكن إجراء التجديد على جزء من المبنى، أو مبنى كامل، أو مجمع. يضيف التجديد المستدام بعدًا آخر إلى هذه العملية، إذ يهدف إلى تعديل المبنى الحالي لتحقيق أداء أفضل من ناحية التأثير البيئي وبيئة شاغليه.
تتضمن عمليات التجديد المستدام للبنى (التعديل التحديثي الأخضر أيضًا) أي عملية تجديد لمبنى قائم تهدف إلى تقليل انبعاثات الكربون والتأثير البيئي للمبنى. يمكن أن يشمل ذلك تحسين كفاءة الطاقة لأنظمة التدفئة والتهوية وتكييف الهواء والأنظمة الميكانيكية الأخرى، وزيادة جودة العزل في غلاف المبنى، وتنفيذ توليد الطاقة المستدامة، والعمل على تحسين راحة شاغلي المبنى وصحتهم.
حققت عمليات التعديل التحديثي الأخضر انتشارًا ملحوظًا في الآونة الأخيرة مع إدراجها ضمن أنظمة تصنيف المباني الرائدة، مثل نظام الريادة في تصميمات الطاقة والبيئة للمباني القائمة التابعة للمجلس الأمريكي للأبنية الخضراء (العمليات والصيانة)، ومعيار المنازل السلبيّة إنيرفِت، وشهادات غرين غلوبس للمباني القائمة. تقدم بعض الحكومات تمويلًا لدعم عمليات التجديد الأخضر نظرًا لأن المباني القائمة تشكل الغالبية العظمى من المباني التشغيلية، وقد حُددت كمجال متنامٍ للاهتمام في مكافحة التغير المناخي.

## نظرة عامة
يُعد التجديد المستدام بمثابة ممارسة موازية للتنمية المستدامة التي تهتم بالمشاريع الجديدة للمدن والمباني والقطاعات الصناعية وما إلى ذلك. يشمل التجديد المستدام إجراءات مثل العزل الحراري وغيرها من التدابير التي تهدف إلى خفض استهلاك الطاقة في المباني، وتركيب مصادر الطاقة المتجددة مثل سخانات المياه الشمسية والأنظمة الكهروضوئية، وتدابير لتقليل استهلاك المياه، والتغييرات اللازمة للحد من ارتفاع درجة الحرارة، وتحسين التهوية، وتعزيز الراحة الداخلية. تشمل عملية التجديد المستدام أيضًا تقليل هدر المكونات الموجودة وإعادة تدويرها واستخدام مواد صديقة للبيئة، بالإضافة إلى تقليل استهلاك الطاقة والضوضاء والنفايات أثناء أعمال التجديد.
تكمن أهمية التجديد المستدام في أن غالبية المباني المستخدمة حاليًا ليست حديثة البناء، إذ شُيِّدت في وقتٍ كانت فيه معايير الطاقة منخفضة أو معدومة، وهي لا تتوافق حاليًا مع المعايير السارية أو تطلعات المستخدمين. يُرجح أن يستمر استخدام جزء كبير من مخزون المباني الحالي لسنوات عديدة قادمة، إذ يعد هدمها وإعادة بنائها أمرًا غير مقبول غالبًا بسبب التكلفة، أو الاضطرابات الاجتماعية، أو لأن المبنى ذو أهمية معمارية و/أو تاريخية. يكمن الحل في ترميم أو تجديد هذه المباني لجعلها مناسبة للاستخدام الحالي والمستقبلي، وتلبية المتطلبات والمعايير الحالية لاستهلاك الطاقة والراحة.
لم يعد مفهوم التجديد المستدام فكرة حديثة، ولكنه يكتسب المزيد من الاعتراف والأهمية بسبب المخاوف الحالية بشأن ارتفاع استهلاك الطاقة الذي يساهم في التغير المناخي، وارتفاع درجة الحرارة داخل المباني، والحاجة إلى بيئات داخلية صحية، والهدر والضرر البيئي المرتبط بإنتاج المواد. بدأت العديد من الحكومات إدراك أهمية التجديد المستدام لمبانيها القائمة، بدلًا من مجرد رفع معايير المباني والمشاريع الجديدة، وبدأت إصدار الإرشادات والمنح وأنشطة الدعم والتحفيز الأخرى. تواصل مراكز الأبحاث وجماعات الضغط والمنظمات التطوعية نشر وتعزيز الحاجة إلى ممارسة التجديد المستدام. تزخر العديد من البلدان بالعديد من الأمثلة والمشاريع التجريبية.
تطورت تقنيات التجديد المستدام منذ سنوات عديدة، وعلى الرغم من تشابه مبادئها إلى حد كبير مع تلك المستخدمة في المباني الجديدة، إلا أن الممارسة والتفاصيل المناسبة للتنوع الكبير في حالات المباني القديمة تتطلب تطوير حلول وإرشادات محددة لتحسين العملية وتجنب المشاكل اللاحقة. تتوفر إرشادات تقنية مفصلة على نطاق واسع من المصادر التي ترعاها الحكومات.

### التعديل التحديثي
يمكن اعتبار معظم التعديلات التحديثية «خضراء» إلى حد ما، وذلك لأنه بدلًا من تشييد مبنى جديد، يجري تحسين المبنى الحالي. يوفر ذلك الموارد المفترض استخدامها لبناء مبنى جديد بالكامل. يهدف التعديل التحديثي الأخضر عادةً إلى دمج الاستدامة وتوفير تكاليف الطاقة مع كل قرار تصميم.
يحمل تجديد المباني بطابعه قيود البناء والموقع الحاليين، إذ يؤثر اتجاه المبنى بالنسبة للشمس مثلًا، بشكل كبير على أدائه فيما يتعلق بالطاقة، ولكن بشكل عام لا يدخل تدوير المبنى ضمن نطاق التحديث. تؤثر القيود المالية في كثير من الأحيان على إجراءات توفير الطاقة المقترحة.
لم يكن يُنظر إلى التعديلات التحديثية الخضراء، في الآونة الأخيرة، إلا على أنها مشاريع تُنفذ لمرة واحدة لمباني أو عملاء محددين، ولكن، نظرًا للتركيز المتزايد على تحسين كفاءة الطاقة لمخزون المباني الحالي في مواجهة التغير المناخي، فقد بدأ النظر إليها بشكل منهجي وعلى نطاق واسع.
يتمثل التحدي الرئيسي الذي يطرحه هذا الأمر على الحكومات وجماعات المناصرة في أن مخزون المباني الحالي يتميز باختلاف الاستخدامات، ويقع في مناطق مناخية متباينة، ويستخدم تقاليد بناء وتقنيات أنظمة مختلفة. تصعّب هذه التباينات، تحديد استراتيجيات تنطبق على جميع المباني.
حظيت التعديلات التحديثية الخضراء مؤخرًا باهتمام بحثي كبير، بسبب تركيز الحكومات على تحديث المباني القديمة لمواجهة التغير المناخي. يُقدّر أن نصف رصيد المباني دائمًا ما يزيد عمرها عن 40 عامًا. تعاني المباني القديمة من أداء طاقة أقل بكثير مقارنة بالمباني الحديثة، وذلك بسبب قصور في تصميمها والتدهور في كفاءة النظام الميكانيكي وزيادة نفاذية الغلاف الخارجي. انخفض معدل استخدام الطاقة للمنازل في الولايات المتحدة بنسبة 9% في الفترة من 1985 إلى 2004 بسبب تحسينات في كفاءة استخدام الطاقة في الاستخدام النهائي وتحسينات في التكويد. يقابل ذلك لسوء الحظ الزيادة الإجمالية في إجمالي عدد المنازل.

## لماذا التجديد المستدام؟

### التغير المناخي
يتمثل أحد أهداف اتفاقية الأمم المتحدة الإطارية بشأن تغير المناخ في تخفيف انبعاثات غازات الدفيئة التي تساهم في ظاهرة الاحتباس الحراري. تدعم الأمم المتحدة بشكل خاص الخفض الفوري لانبعاثات غازات الدفيئة المرتبطة بالمباني. تلعب أعمال تجديد المباني دورًا رئيسيًا في خفض بصمة قطاع البناء الكربونية. تعد إضافة إلى هدم المباني القائمة، الطريقة الوحيدة لتحسين أداء المباني أو تطوير مبانٍ خالية من الانبعاثات. تُعد عمليات التجديد الموفرة للطاقة أداة لخفض استهلاك الطاقة في المباني، ما سيؤدي إلى انخفاض انبعاثات غازات الدفيئة واستخدام الموارد. تقدم الدراسات أهمية التأثير المحتمل لتنفيذ أعمال التجديد واسعة النطاق على انبعاثات غازات الدفيئة الفردية، وكذلك الانبعاثات واستهلاك الطاقة على مستوى العالم.

### العدالة البيئية والاستدامة الاجتماعية
يرتبط مفهوم الاستدامة الاجتماعية بتأثيرات المبنى على المجتمع المحيط به أو المجتمع الشاغل له، وعلى الأفراد على حد سواء. يُؤخذ ذلك بعين الاعتبار في أدوات تقييم الأثر البيئي، مثل تقييم دورة حياة المنتج. يعمل تجديد المباني المستدام على دمج الاحتياجات الاقتصادية والاجتماعية والبيئية لتحسين ظروف المبنى القائمة، إذ تعد المباني المستدامة مستدامة اجتماعيًا لأنها أكثر صحةً للشاغلين وذلك بفضل استخدام مواد لا تؤثر سلبًا على الصحة.